# Заболотське (Курська область)
Заболотське (рос. Заболотское) — присілок в Понировському районі Курської області Російської Федерації.
Населення становить 35 осіб. Входить до складу муніципального утворення Горяйновська сільрада.

## Історія
Населений пункт розташований на території українського етнічного та культурного краю Східна Слобожанщина.
Від 2004 року входить до складу муніципального утворення Горяйновська сільрада.

## Населення
| 2010 |
| ---- |
| 35   |